# 翠云街道
翠云街道，是中华人民共和国重庆市渝北区下辖的一个乡镇级行政单位。

## 行政区划
翠云街道下辖以下地区：
福安社区、翠渝路社区、云竹路社区、云卉路社区和云创社区。

## 交通
- 翠云站